# Ogniowe przygotowanie ataku
Ogniowe przygotowanie ataku (OPA) – okres działalności ogniowej artylerii i innych rodzajów wojsk, który poprzedza zwykle przejście wojsk do ataku.
Ogniowe przygotowanie ataku prowadzi się w końcowej części etapu podejścia i rozwinięcia wojsk do natarcia. Z chwilą osiągnięcia przez wojska linii ataku kończy się OPA a rozpoczyna się ogniowe wsparcie natarcia.

## Charakterystyka
Celem działalności ogniowej w tym okresie jest przede wszystkim skuteczne obezwładnienie obrony przeciwnika na kierunku przejścia do działań zaczepnych, obezwładnienie (zniszczenie) środków ogniowych (szczególnie środków przeciwpancernych) oraz wywalczenie niezbędnej przewagi ogniowej, a pośrednim celem jest także osłona wojsk własnych przed ogniem przeciwnika podczas rozwijania do ataku.
Osiąga się to przez obezwładnienie sił żywych i środków ogniowych przeciwnika na rubieżach obrony (w punktach oporu), artylerii, moździerzy, stanowisk dowodzenia i środków rozpoznania oraz zniszczenie środków przeciwpancernych i innych ważnych celów pojedynczych. Szerokość rejonu obezwładnienia przeciwnika w OPA zależy od szerokości rubieży wejścia do walki oddziałów pierwszego rzutu. 
Punkt ciężkości ognia skupia się na porażeniu obrony batalionów pierwszego rzutu. OPA może być wykonane w formie jednej, dwóch, a niekiedy trzech nawał ogniowych artylerii z za krytych stanowisk ogniowych z jednoczesnym wykonaniem ognia na wprost artylerii i wydzielonych środków ogólnowojskowych oraz uderzeniem śmigłowców bojowych. Czas trwania OPA zależy od możliwości ogniowych, potrzeb obezwładnienia przeciwnika i zapewnienia oddziałom pierwszego rzutu warunków rozwinięcia do ataku. Głównym kryterium taktycznym, decydującym o minimalnym czasie trwania OPA, będzie zapewnienie pododdziałom pierwszego rzutu osłony przed ogniem środków przeciwpancernych przeciwnika. Można to osiągnąć w wyniku ustalenia odpowiedniego momentu otwarcia ognia na wprost do tych środków i rozpoczęcia nawały ogniowej artylerii z zakrytych stanowisk ogniowych do przeciwnika rozmieszczonego na przednim skraju. 
Stopień rażenia poszczególnych celów w OPA zależał będzie od zakładanego stopnia rażenia zgrupowania przeciwnika, możliwości ogniowych angażowanej artylerii oraz stopnia wykrycia celów do momentu rozpoczęcia ognia.
Planowanie i wykonanie OPA powinno być realizowane na szczeblu związku taktycznego z uwagi na konieczność zespolenia w nim zadań wsparcia ogólnego i bezpośredniego. Do OPA przechodzi się na sygnał dowódcy związku taktycznego (oddziału) po zakończeniu ogniowej osłony podejścia wojsk i prowadzi się do rozpoczęcia ogniowego wsparcia ataku, czyli do czasu wyznaczonego na wyjście wojsk na linię ataku.
Z chwilą zakończenia ogniowego przygotowania ataku niezwłocznie przechodzi się do wykonania zadań ogniowego wsparcia ataku, którego głębokość zależy od charakteru, stopnia przygotowania i struktury obrony oraz ugrupowania przeciwnika.